# 털룰라 라일리
털룰라 라일리(Talulah Riley, 1985년 9월 26일 ~ )는 잉글랜드의 배우이다. 그녀는 《오만과 편견》, 《세인트 트리니안스》, 《락앤롤 보트》, 《세인트 트리니안스 2 - 프리튼 교장의 황금 전설》, 《인셉션》등에 출연하였다.

## 출연 작품
- 오만과 편견